# Hossam Ghali
Hossam El Sayed Ghaly (arabe : حسام غالي) est un footballeur égyptien né le 15 décembre 1981 à Kafr Al Sheikh en Égypte et jouant au poste de milieu de terrain défensif à Al Ahly.

## Biographie
Durant l'été 2010, il retourne à Al Ahly SC, son club formateur après avoir joué à Tottenham Hotspur Football Club et dans le championnat saoudien.

## Al Ahly
Ghaly a toujours été un élément essentiel d'Al Ahly SC. Titulaire lors de ses débuts il s'envole vers l'Europe. Pour son retour dans son club formateur en 2010, il devient la clé du milieu de terrain égyptien et remporte plusieurs titres nationaux ainsi que la Ligue des champions de la CAF en 2012. 
Lors de la Coupe du monde des clubs de la FIFA 2012, il est terrassé par une rupture du ligament croisé. Il revient six mois plus tard lors d'un rencontre de championnat contre El Gouna FC et délivre une passe décisive.

## Lierse
Le 2 juillet 2013, il signe un contrat d'un an (plus une année en option) en faveur du Lierse SK.

## Carrière
- 2002-2003 :  Al Ahly SC
- 2003-jan. 2006 :  Feyenoord Rotterdam
- 2006-jan. 2009 :  Tottenham Hotspur
  - jan. 2008-2008 :  Derby County (prêt)
- jan. 2009-2010. :  Al Nasr Riyad
- 2010-2013 :  Al Ahly SC
- 2013-2014 :  Lierse SK
- 2014-2017 :  Al Ahly SC
- 2017-jan. 2018 :  Al Nasr Riyad
- depuis jan. 2018 :  Al Ahly SC

### Palmarès
- Vainqueur de la Coupe d'Afrique des nations de football 2010
- Ligue des champions de la CAF : 2012
- Championnat d'Egypte : 2011, 2016, 2017 et 2018